# Amphimallon fuscum
Amphimallon fuscum è un coleottero appartenente alla famiglia degli scarabaeidae (sottofamiglia melolonthinae).

## Descrizione

### Adulto
A. fuscum è un insetto di dimensioni medio-piccole che variano tra i 12 e i 15 mm. I maschi sono più scuri delle femmine ed hanno antenne il cui ultimo segmento risulta essere più pronunciato.

### Larva
Le larve assomigliano a dei vermi bianchi a forma di "C". Presentano il capo e le tre paia di zampe completamente sclerificate.

## Biologia
A. fuscum compare a primavera inoltrata ed è visibile per tutta la durata dell'estate. I maschi volano rasoterra nelle ore più calde della giornata alla ricerca delle femmine, che rimangono invece ferme al suolo. 

## Distribuzione
A. fuscum si può rinvenire in Svizzera, Italia (Sardegna esclusa), Slovenia e Croazia.